# 히메지 시립 수족관

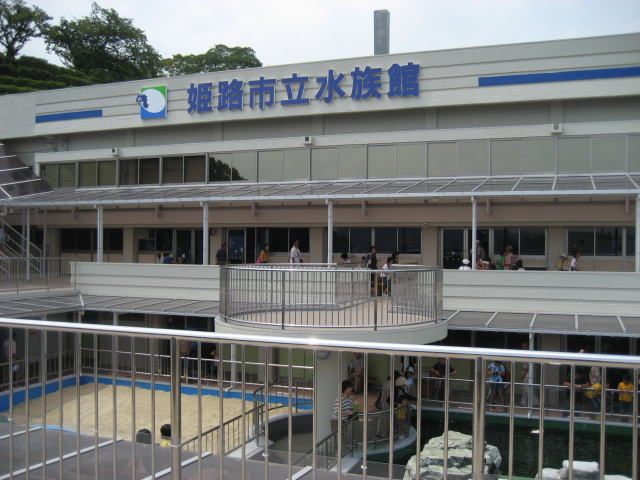
히메지 시립 수족관

히메지 시립 수족관(일본어: 姫路市立水族館 히메지시리쓰스이조쿠칸[*])은 효고현 히메지시 데카라 산에 있는 수족관이다. 산 정상 부근에 있어서, 일명 "산 위의 수족관"으로도 알려져 있다.